# Xanthorhoe cosmodora
Xanthorhoe cosmodora är en fjärilsart som beskrevs av Edward Meyrick 1887. Xanthorhoe cosmodora ingår i släktet Xanthorhoe och familjen mätare. Inga underarter finns listade i Catalogue of Life.